# Waterliniemuseum Fort bij Vechten

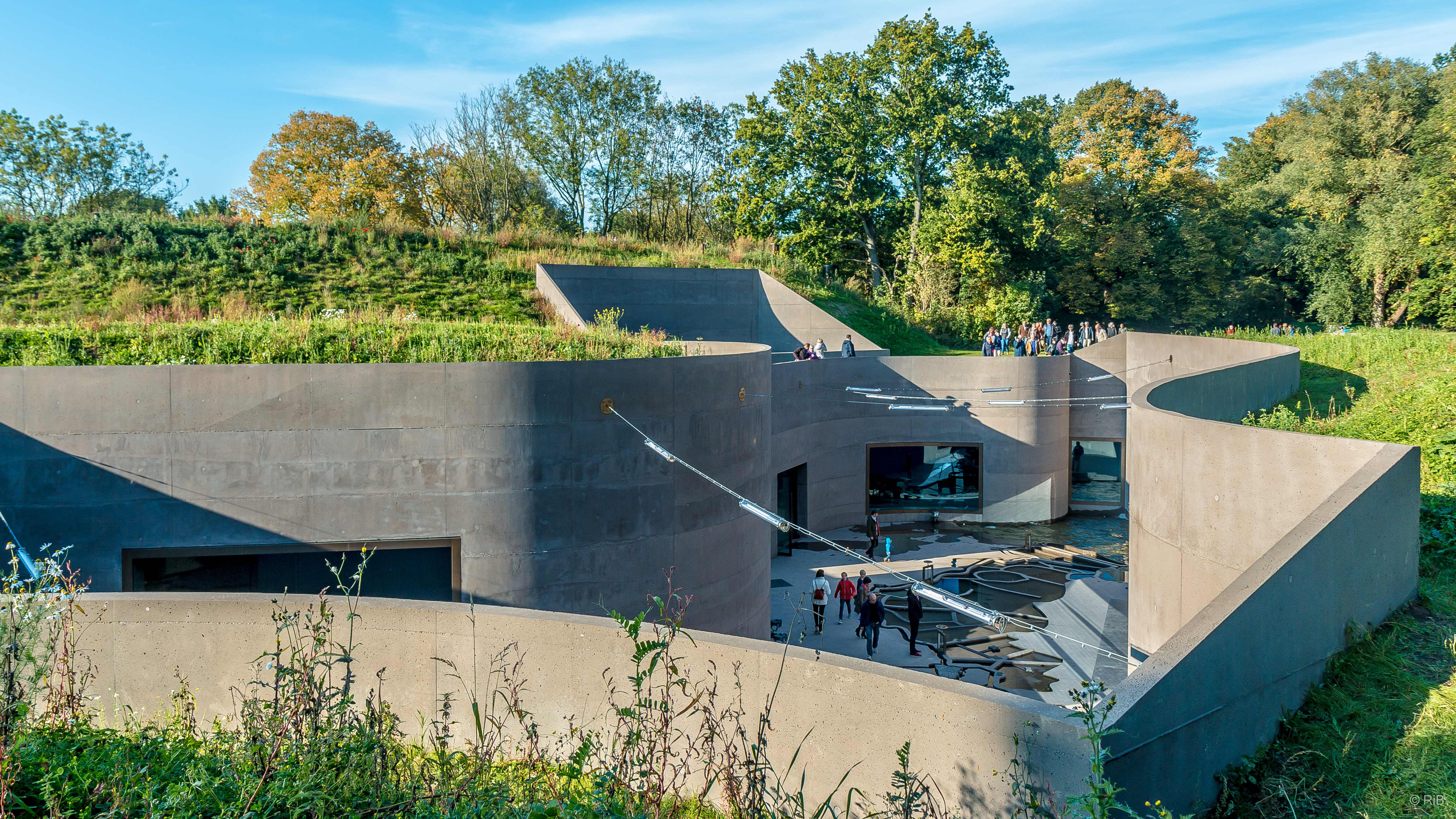
Waterliniemuseum

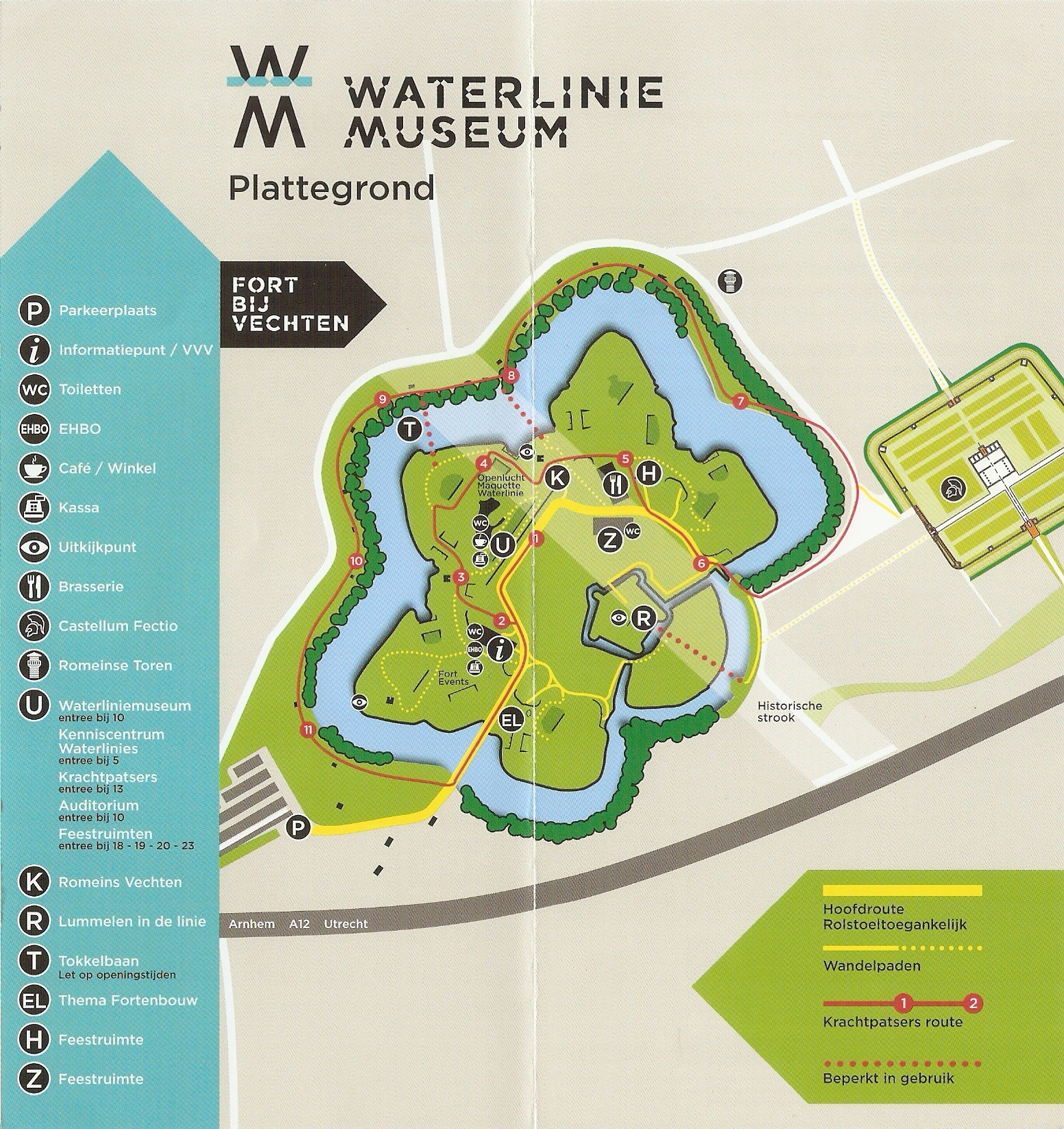
Plattegrond van het Waterliniemuseum.

Het Waterliniemuseum Fort bij Vechten in het Fort bij Vechten bij de Utrechtse plaats Bunnik is een in 2015 geopend museum waarin aandacht wordt besteed aan de verdediging van Nederland door middel van water. Sinds 2017 is de museumkaart er geldig.

## Ontstaan
In 2011 werd afgesproken dat in Fort Vechten een 'Nationaal Waterliniecentrum' zou worden ontwikkeld. Voor de bouw van dit centrum, dat een oppervlakte moest krijgen van 1.600 m2, werd door de rijksoverheid € 3,5 miljoen beschikbaar gesteld. Opdrachtgevers waren provincie Utrecht, gemeente Bunnik en Staatsbosbeheer. De provinciale projectorganisatie 'Nieuwe Hollandse Waterlinie', later 'Liniebureau' geheten, begeleidde de uitvoering. 

## Tentoonstelling
Het Waterliniemuseum bestaat uit verschillende delen. In het nieuwbouwgedeelte, gerealiseerd in het zandlichaam aan de aanvalskant van de bomvrije kazerne, bevindt zich de interactieve expositie over de waterlinies, Sterk Water. Ook zijn er exposities in de oorspronkelijke gebouwen van het fort. In de patio van het museum ligt in de open lucht een 50 meter lange maquette van de Nieuwe Hollandse Waterlinie, waarmee het onderwater zetten van de waterlinie kan worden gedemonstreerd. Ook is er een 'virtuele parachutesprong' mogelijk waarmee over de waterlinie kan worden 'gevlogen'.
Een strook van 80 meter breed, dwars over het fort, is volledig teruggebracht tot de situatie van 1880, het jaar dat het fort voltooid werd. De muren, kozijnen en deuren van de gebouwen zijn in dat gebied gerestaureerd naar originele staat. Veel bomen zijn verwijderd omdat ze niet bij het oorspronkelijk ontwerp hoorden. Vanuit het fort moest men vrij zicht hebben op het schootsveld. Het fortterrein buiten de gerestaureerde strook is veel minder ingrijpend veranderd. De muren van gebouwen zijn niet gerestaureerd en de begroeiing is zoveel als mogelijk intact gelaten. Tezamen biedt het een beeld van de situatie voor en na de restauratie.
Het onderkomen van het museum is ontworpen door architect Anne Holtrop. Het ligt verscholen achter de 'bomvrije kazerne'. Het heeft organische contouren van bruin gekleurde gebogen betonwanden.

## Organisatie
De stichting Waterliniemuseum heeft bestuurders die zijn voorgedragen door de provincie Utrecht (belangrijke subsidiënt), Staatsbosbeheer (eigenaar) en Nieuwland Holding bv (uitbater via de werkmaatschappij Exploitatiemaatschappij Fort Vechten bv). De bestuurders zitten er op persoonlijke titel. De stichting bewaakt de museale waarden. 
De stichting Waterliniemusem  heeft geen personeel. Het fortterrein verschaft werk aan mensen met een afstand tot de arbeidsmarkt via de stichting 'Werk aan de Linie'.  Bij deze stichting staan ook de ongeveer 50 museumvrijwilligers geregistreerd. 
Het 'KennisCentrum Waterlinies', gevestigd in het fort, geeft informatie over waterlinies. Het heeft de aanvraag voor opname op de Werelderfgoedlijst van UNESCO gefaciliteerd. Deze is als Nederlandse waterverdedigingslinie in 2021 verleend.
Het is door de overheid aan de exploitant van het fort toegestaan inkomsten te genereren uit de verhuur van ruimtes voor horecavoorzieningen en de organisatie van feesten en bijeenkomsten. Onder andere om het museum te kunnen bekostigen. Er is geen sprake van een structurele overheidsbijdrage.